# Schizotricha nana
Schizotricha nana is een hydroïdpoliep uit de familie Halopterididae. De poliep komt uit het geslacht Schizotricha. Schizotricha nana werd in 1996 voor het eerst wetenschappelijk beschreven door Peña Cantero, Svoboda & Vervoort. 